# Große Sumpfschwebfliege

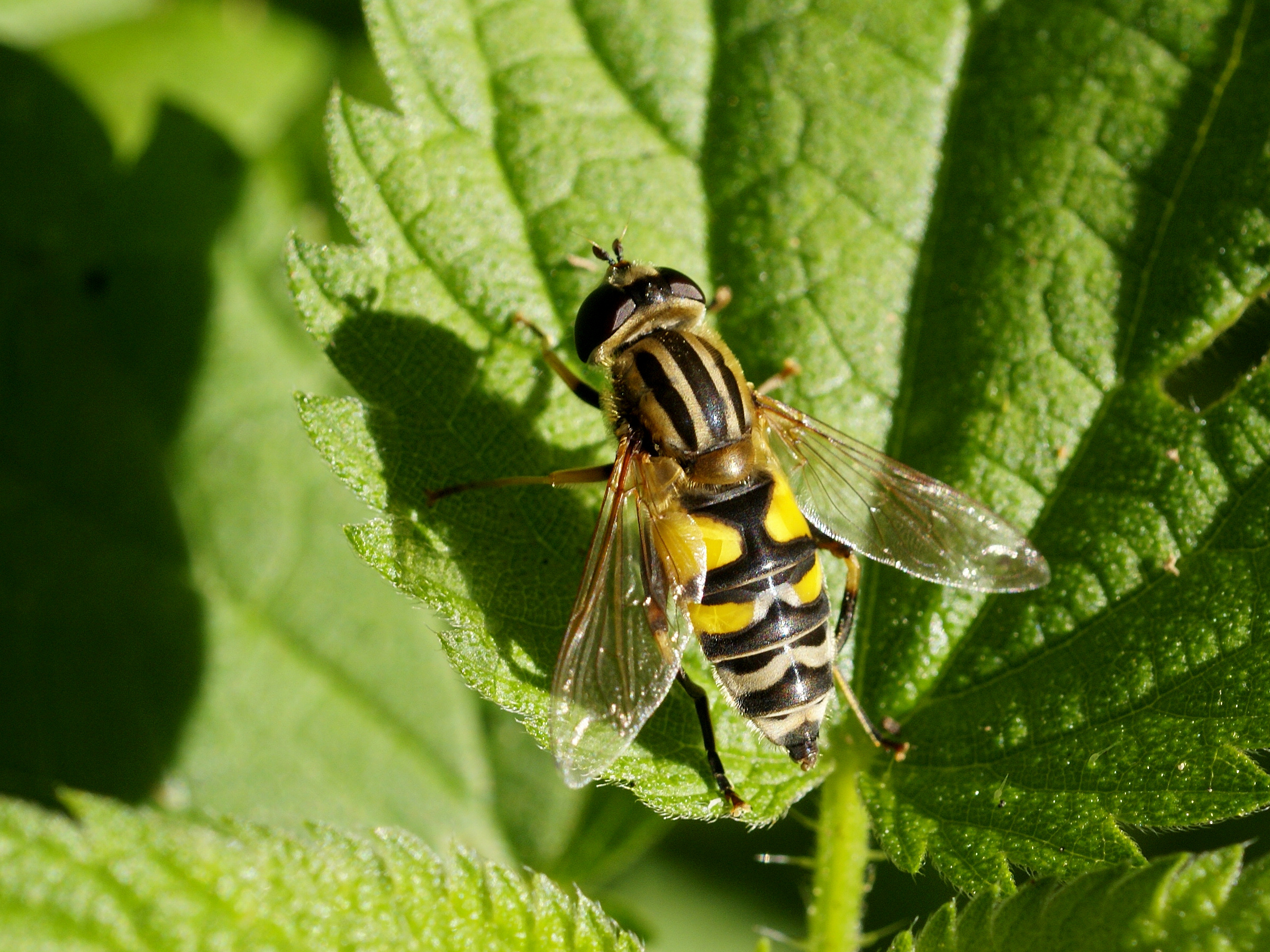
Weibchen

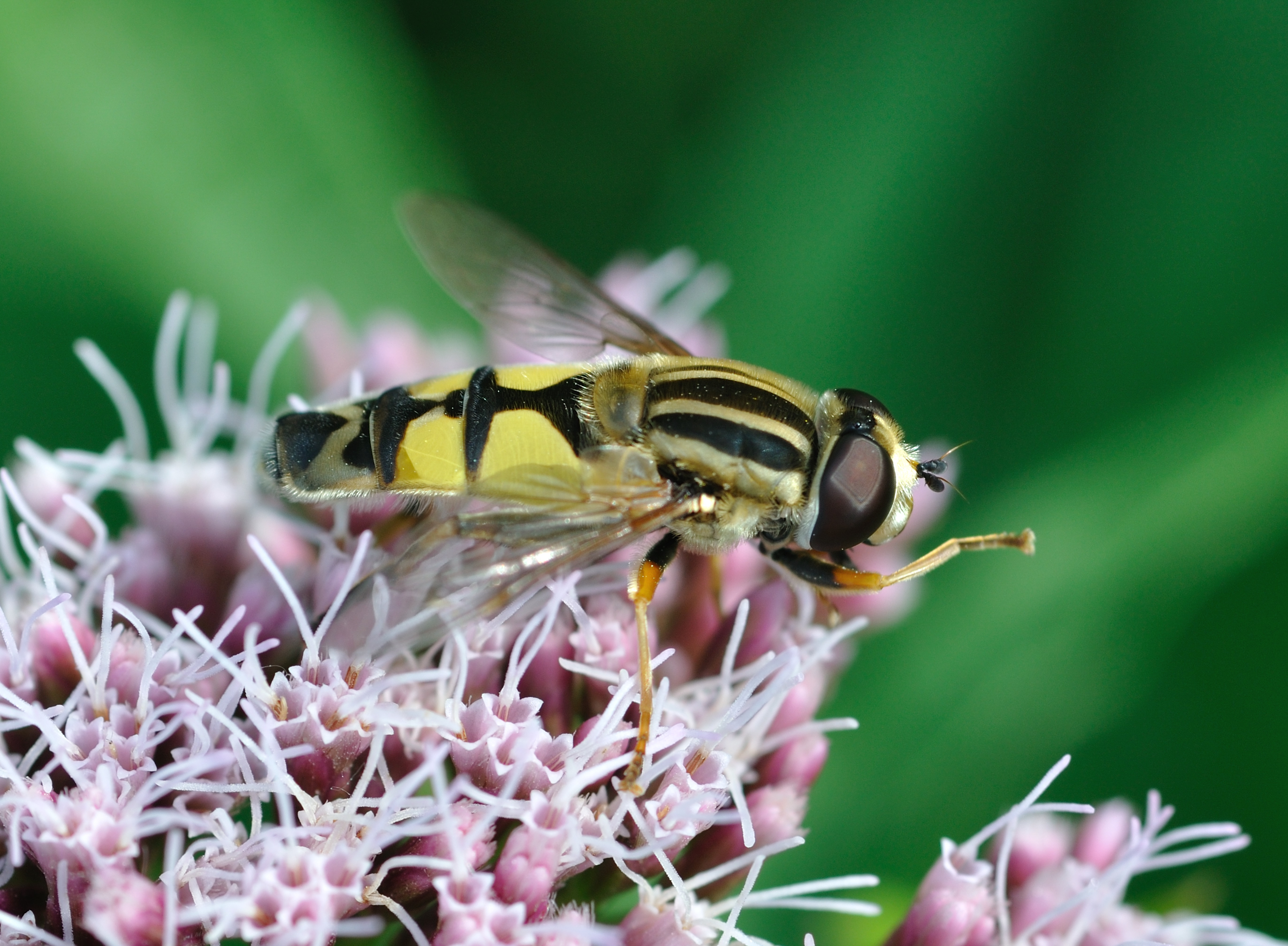
Männchen von der Seite

Die Große Sumpfschwebfliege (Helophilus trivittatus) ist eine Fliege aus der artenreichen Familie der Schwebfliegen. Der wissenschaftliche Name setzt sich aus den Teilen helos (ἕλος, gr.) „Sumpf“, philos (φίλος, gr.) „Freund“, tri (lat.) „drei“ und vitta (lat.) „Band, Schärpe“ zusammen. Helophilus nimmt darauf Bezug, dass das Insekt feuchte Gebiete bevorzugt, trivittatus erklärt sich dadurch, dass die Fliege drei Streifen auf dem Brustschild trägt. Die Zeichnung des Hinterleibs erinnert an eine Wespe.

## Anatomische Merkmale
Mit einer Körperlänge von vierzehn bis siebzehn Millimetern gehört die Große Sumpfschwebfliege zu den größten mitteleuropäischen Schwebfliegen. Wie bei den anderen Arten der Gattung Helophilus ist der Rückenschild markant schwarzweiß gestreift. Vier hellgraue bis blassgelbe Streifen wechseln mit drei dunkelbraunen bis schwarzen Streifen ab. In der Regel sind die hellen Streifen schmäler als die dunklen.
Der Kopf ist nach vorn gerichtet. Die Fühler nebeneinander sind auf einer Erhebung der Stirn eingelenkt. Das dritte Fühlerglied ist beinahe rund. Die Augen sind in beiden Geschlechtern voneinander getrennt, beim Männchen etwas weniger weit als beim Weibchen. Der Bereich zwischen den Augen ist gelblich und weist keine schwarze Gesichtsstrieme auf, wie man sie bei der ähnlichen Art Helophilus pendulus findet.
Die Fühler sind schwarz, die Vorderbeine weitgehend rotgelb, die Mittelschiene gelb, die Hinterschenkel sind bis auf einen schmalen Ring nahe dem Ende völlig geschwärzt. Die Schenkel sind dick, die Schienen gebogen und spitz endend.
Der Hinterleib ist abgeplattet und schwarz. Die Hinterleibssegmente sind relativ langgestreckt. Das zweite und dritte Tergit trägt auf jeder Seite einen großen hellgelben Fleck. Die Zeichnung des dritten und vierten Segments unterscheidet sich in den beiden Geschlechtern. Beim Männchen trägt nur das dritte Segment eine blassgelbe bis graue Bogenlinie. Beim Weibchen findet sich eine solche Bogenlinie auf dem vierten und dem fünften Tergit. Die Bogenlinie ist nicht wie bei Helophilus pendulus durch einen schwarzen Punkt unterbrochen.

## Biologie
Anders als der Name „Sumpfschwebfliege“ vermuten lässt, ist das Vorkommen der Art nicht auf Feuchtgebiete beschränkt. Gerne werden blumenreiche Wiesen besiedelt. Von zahlreichen Blumenarten wird Pollen und Nektar durch den Rüssel aufgenommen. Auf der Suche nach geeigneten Nahrungsplätzen können weite Strecken zurückgelegt werden.
Die Weibchen legen die Eier in schlammigen Gewässern ab. Die Larven gehören zu den Rattenschwanzlarven. Sie leben von in Abbau befindlicher organischer Substanz und können über das lang ausfahrbare Hinterleibsende Luft an der Wasseroberfläche aufnehmen.
Die Große Sumpfschwebfliege besucht ein breites Spektrum von Blütenpflanzen, hauptsächlich solche mit dichten Blütenständen wie Disteln, Dost, Goldrute. Auf der Suche nach Nektar transportiert die Große Sumpfschwebfliege Pollen der besuchten Wirtspflanzen. Sie putzt sich jedoch häufig und frisst auch einen Teil des Pollens, der am Körper haftet. Bei einer Untersuchung der Bestäubung des Gewöhnlichen Teufelabisses (Succisa pratensis) in Holland wurde festgestellt, dass H.trivittatus zu den wichtigsten Besuchern dieser Pflanze gehörte. Bei Verlassen einer Blüte dieser Pflanze wurde zu über 90 % wieder eine Blüte von S. pratensis aufgesucht (Blütenkonstanz). Sie trägt im bedeutenden Umfang zur erfolgreichen Bestäubung dieser und andrer Pflanzen bei.

## Verbreitung und Vorkommen
Die Art kommt in fast ganz Europa sowie in Nordamerika und Asien vor. In Mitteleuropa trifft man die adulten Tiere hauptsächlich im Spätsommer an.
Vorkommen und Verbreitung sind stellenweise gut dokumentiert.